# David Hovorka
David Hovorka, né le 7 août 1993 à Kladno en Tchéquie, est un footballeur international tchèque qui évolue au poste de défenseur central.

## Biographie

### Formé au Sparta et prêts successifs
Né à Kladno en Tchéquie, David Hovorka est formé au Sparta Prague, l'un des plus grands clubs de Tchéquie. Toutefois, il ne débute pas en professionnel avec son club formateur. En 2014, il est prêté pour la deuxième partie de saison 2013-2014 au FC Hradec Králové, alors en deuxième division tchèque. C'est avec ce club qu'il débute en pro, le 21 mars 2014, face au SK Dynamo České Budějovice (match nul 1-1). Il ne joue que sept matchs avec le Hradec Králové, et la saison suivante il est à nouveau prêté par le Sparta, cette fois au Viktoria Žižkov, toujours en deuxième division tchèque. Avec le Viktoria, il réalise sa première saison pleine en professionnel, et gagne en expérience.

### Slovan Liberec
Lors du mercato estival de 2015, il rejoint le FC Slovan Liberec, pour un contrat de trois ans. Il découvre ainsi la První Liga. Hovorka fait ses débuts sous ses nouvelles couleurs le 26 juillet 2015, lors d'une victoire 4 à 2 à domicile contre le FK Mladá Boleslav. Avec le Slovan Liberec, il découvre également la Ligue Europa, jouant son premier match lors d'une rencontre qualificative pour la phase de groupe, le 30 juillet 2015 face à l'Hapoël Ironi Kiryat Shmona. Il est titularisé et son équipe s'impose par deux buts à un.
Le 11 mai 2016, il marque ses deux premiers buts en professionnel, lors d'une victoire de son équipe 4 à 3 contre le FC Fastav Zlín.

### Retour au Sparta et prêt à Jablonec
Après un an et demi passé au FC Slovan Liberec, il s'engage avec son club formateur, le Sparta Prague, le 2 février 2017, alors qu'il est pourtant blessé. Il ne joue finalement toujours pas avec le Sparta, et se voit prêté le 19 juillet 2018 au FK Jablonec. Dès le 23 juillet, il joue son premier match avec Jablonec, face au Banik Ostrava (défaite 1-0). Le 4 octobre de la même année, il inscrit son premier but, en Ligue Europa, contre le Dynamo Kiev (2-2).

### Slavia Prague
David Hovorka rejoint le Slavia Prague en juillet 2019, le transfert est annoncé dès le 17 juin. Il signe un contrat courant jusqu'en juin 2023 et portera le numéro deux,.
Le 23 janvier 2021, lors d'une rencontre de championnat face au MFK Karviná, Hovora fête sa centième apparition en première division tchèque. Son équipe l'emporte par trois buts à un ce jour-là et il participe à la victoire des siens en délivrant une passe décisive pour Abdallah Sima,. Lors de la journée suivante, le 27 janvier, à l'occasion d'une victoire face au FC Fastav Zlín (2-6 score final), il sort sur blessure au bout de 18 minutes de jeu. Victime d'une rupture des ligaments croisés du genou, sa saison 2020-2021 est dès lors terminée, et il est même absent jusqu'à la fin de l'année. Le Slavia compte toujours sur lui, prévoyant son retour en 2022. Il fait son retour en mars mais, jouant de malchance, Hovorka subit une nouvelle blessure ligamentaire en juin 2022, lors d'un camp d'entraînement en Autriche. Son absence est encore estimée à de longs mois.
David Hovorka ne retrouvera finalement pas les terrains. Après de nombreuses et graves blessures, notamment aux genoux, le défenseur annonce la fin de sa carrière professionnelle en mars 2023, à seulement 29 ans.

## Palmarès
SK Slavia Prague
- Championnat de Tchéquie (2) :
  - Champion : 2019-2020 et 2020-2021.